# Roger Deakins
Roger Alexander Deakins, född 24 maj 1949 i Torquay, Devon, England, är en brittisk filmfotograf. Han är mest känd för sitt arbete på filmerna av Bröderna Coen, Sam Mendes och Denis Villeneuve. Deakins är medlem i både American och British Society of Cinematographers. År 2011 tog han emot en American Society of Cinematographers (A.S.C.) Lifetime Achievement Award.
För hans framstående bidrag till den brittiska filmbranschen är Deakins en hedersmedlem vid National Film School i Buckinghamshire, där han är en alumn. 2013 utnämndes han till kommendör i Brittiska imperieorden. Deakins, som tilldelades fyra BAFTA-utmärkelser för bästa foto, har fått fjorton nomineringar och två vinster för Oscar för bästa foto. Hans mest kända verk inkluderar Nyckeln till frihet, Fargo, A Beautiful Mind, Skyfall, Sicario, Blade Runner 2049 och 1917.

## Filmografi
| År   | Filmtitel                                      | Regissör             | Noter |
| ---- | ---------------------------------------------- | -------------------- | --- |
| 1977 | Cruel Passion                                  | Chris Boger          | |
| 1979 | Van Morrison in Ireland                        | Michael Radford      | |
| 1980 | Blue Suede Shoes                               | Curtis Clark         | |
| 1981 | Memoirs of a Survivor                          | David Gladwell       | B-fotograf |
| 1983 | Another Time, Another Place                    | Michael Radford      | |
| 1984 | Nineteen Eighty-Four                           | Michael Radford      | |
| 1984 | Return to Waterloo                             | Ray Davies           | |
| 1985 | Shadey                                         | Philip Saville       | |
| 1986 | Defence of the Realm                           | David Drury          | |
| 1986 | Sid and Nancy                                  | Alex Cox             | |
| 1987 | Personal Services                              | Terry Jones          | |
| 1987 | Vitt illdåd                                    | Michael Radford      | |
| 1988 | Pascalis ö                                     | James Dearden        | |
| 1988 | Stormy Monday                                  | Mike Figgis          | |
| 1988 | The Kitchen Toto                               | Harry Hook           | |
| 1990 | Air America                                    | Roger Spottiswoode   | |
| 1990 | I de månbelysta bergens skugga                 | Bob Rafelson         | |
| 1990 | The Long Walk Home                             | Richard Pearce       | |
| 1991 | Barton Fink                                    | Joel och Ethan Coen  | Chicago Film Critics Association Award för bästa foto Los Angeles Film Critics Association Award för bästa foto New York Film Critics Circle Award för bästa foto Nominerad – National Society of Film Critics Award för bästa foto |
| 1991 | Hatet                                          | David Mamet          | Los Angeles Film Critics Association Award för bästa foto Nominerad – Independent Spirit Award för bästa foto |
| 1992 | Passion Fish                                   | John Sayles          | |
| 1992 | Åskhjärta                                      | Michael Apted        | |
| 1993 | Den hemlighetsfulla trädgården                 | Agnieszka Holland    | |
| 1994 | Strebern                                       | Joel och Ethan Coen  | |
| 1994 | Nyckeln till frihet                            | Frank Darabont       | Nominerad – Oscar för bästa foto Nominerad – ASC Award for Outstanding Achievement in Cinematography |
| 1995 | Dead Man Walking                               | Tim Robbins          | |
| 1996 | I sanningens namn                              | Edward Zwick         | |
| 1996 | Fargo                                          | Joel och Ethan Coen  | Nominerad – Oscar för bästa foto Nominerad – ASC Award for Outstanding Achievement in Cinematography Nominerad – BAFTA Award för bästa foto Nominerad – Chicago Film Critics Association Award för bästa foto Nominerad – Independent Spirit Award för bästa foto |
| 1997 | Kundun                                         | Martin Scorsese      | Boston Society of Film Critics Award för bästa foto National Society of Film Critics Award för bästa foto New York Film Critics Circle Award för bästa foto Nominerad – Oscar för bästa foto Nominerad – ASC Award for Outstanding Achievement in Cinematography Nominerad – Chicago Film Critics Association Award för bästa foto |
| 1998 | The Big Lebowski                               | Joel och Ethan Coen  | |
| 1998 | Belägringen                                    | Edward Zwick         | |
| 1999 | Där lyckan finns                               | Wayne Wang           | |
| 1999 | The Hurricane                                  | Norman Jewison       | |
| 2000 | O Brother, Where Art Thou?                     | Joel och Ethan Coen  | Nominerad – Oscar för bästa foto Nominerad – ASC Award for Outstanding Achievement in Cinematography Nominerad – BAFTA Award för bästa foto Nominerad – Chicago Film Critics Association Award för bästa foto Nominerad – Online Film Critics Society Award för bästa foto |
| 2001 | A Beautiful Mind                               | Ron Howard           | |
| 2001 | Dinner with Friends                            | Norman Jewison       | TV-film |
| 2001 | The Man Who Wasn't There                       | Ethan och Joel Coen  | ASC Award for Outstanding Achievement in Cinematography BAFTA Award för bästa foto Boston Society of Film Critics Award för bästa foto Florida Film Critics Circle Award för bästa foto Los Angeles Film Critics Association Award för bästa foto Online Film Critics Society Award för bästa foto San Diego Film Critics Society Award för bästa foto Satellite Award för bästa foto Nominerad – Oscar för bästa foto Nominerad – Chicago Film Critics Association Award för bästa foto Nominerad – National Society of Film Critics Award för bästa foto Nominerad – New York Film Critics Circle Award för bästa foto |
| 2003 | Ett hus av sand och dimma                      | Vadim Perelman       | |
| 2003 | Intolerable Cruelty                            | Joel och Ethan Coen  | |
| 2003 | Levity                                         | Ed Solomon           | |
| 2004 | The Ladykillers                                | Joel och Ethan Coen  | |
| 2004 | The Village                                    | M. Night Shyamalan   | |
| 2005 | Jarhead                                        | Sam Mendes           | |
| 2007 | In the Valley of Elah                          | Paul Haggis          | |
| 2007 | No Country for Old Men                         | Joel och Ethan Coen  | BAFTA Award för bästa foto Florida Film Critics Circle Award för bästa foto Online Film Critics Society Award för bästa foto San Diego Film Critics Society Award för bästa foto Nominerad – Oscar för bästa foto Nominerad – ASC Award for Outstanding Achievement in Cinematography Nominerad – Chicago Film Critics Association Award för bästa foto Nominerad – Houston Film Critics Society Award för bästa foto Nominerad – National Society of Film Critics Award för bästa foto Nominerad – St. Louis Gateway Film Critics Association Award för bästa foto |
| 2007 | Mordet på Jesse James av ynkryggen Robert Ford | Andrew Dominik       | Chicago Film Critics Association Award för bästa foto Florida Film Critics Circle Award för bästa foto Houston Film Critics Society Award för bästa foto St. Louis Gateway Film Critics Association Award för bästa foto Nominerad – Oscar för bästa foto Nominerad – ASC Award for Outstanding Achievement in Cinematography Nominerad – Boston Society of Film Critics Award för bästa foto Nominerad – Online Film Critics Society Award för bästa foto Nominerad – Satellite Award för bästa foto |
| 2008 | Tvivel                                         | John Patrick Shanley | |
| 2008 | Revolutionary Road                             | Sam Mendes           | Nominerad – ASC Award for Outstanding Achievement in Cinematography Nominerad – Houston Film Critics Society Award för bästa foto Nominerad – St. Louis Gateway Film Critics Association Award för bästa foto |
| 2008 | The Reader                                     | Stephen Daldry       | Samarbetade med Chris Menges Nominerad – Oscar för bästa foto Nominerad – ASC Award for Outstanding Achievement in Cinematography Nominerad – BAFTA Award för bästa foto |
| 2009 | A Serious Man                                  | Joel och Ethan Coen  | Nominerad – Boston Society of Film Critics Award för bästa foto Nominerad – Independent Spirit Award för bästa foto Nominerad – New York Film Critics Circle Award för bästa foto Nominerad – Online Film Critics Society Award för bästa foto Nominerad – Satellite Award för bästa foto |
| 2010 | The Company Men                                | John Wells           | |
| 2010 | True Grit                                      | Joel och Ethan Coen  | BAFTA Award för bästa foto Boston Society of Film Critics Award för bästa foto National Society of Film Critics Award för bästa foto Online Film Critics Society Award för bästa foto Nominerad – Oscar för bästa foto Nominerad – ASC Award for Outstanding Achievement in Cinematography Nominerad – Critics’ Choice Movie Award för bästa foto Nominerad – Chicago Film Critics Association Award för bästa foto Nominerad – Houston Film Critics Society Award för bästa foto Nominerad – Los Angeles Film Critics Association Award för bästa foto Nominerad – Washington D.C. Area Film Critics Association Award för bästa foto |
| 2011 | In Time                                        | Andrew Niccol        | |
| 2012 | Skyfall                                        | Sam Mendes           | ASC Award for Outstanding Achievement in Cinematography Florida Film Critics Circle Award för bästa foto Houston Film Critics Society Award för bästa foto Los Angeles Film Critics Association Award för bästa foto Online Film Critics Society Award för bästa foto St. Louis Gateway Film Critics Association Award för bästa foto Nominerad – Oscar för bästa foto Nominerad – BAFTA Award för bästa foto Nominerad – Critics’ Choice Movie Award för bästa foto Nominerad – Chicago Film Critics Association Award för bästa foto Nominerad – National Society of Film Critics Award för bästa foto Nominerad – Satellite Award för bästa foto Nominerad – Washington D.C. Area Film Critics Association Award för bästa foto                                                         |
| 2013 | Prisoners                                      | Denis Villeneuve     | Nominerad – Oscar för bästa foto Nominerad – ASC Award for Outstanding Achievement in Cinematography Nominerad – Critics’ Choice Movie Award för bästa foto Nominerad – Chicago Film Critics Association Award för bästa foto Nominerad – Houston Film Critics Society Award för bästa foto Nominerad – San Diego Film Critics Society Award för bästa foto Nominerad – Satellite Award för bästa foto |
| 2014 | Unbroken                                       | Angelina Jolie       | Nominerad – Oscar för bästa foto Nominerad – ASC Award for Outstanding Achievement in Cinematography Nominerad – Critics’ Choice Movie Award för bästa foto Nominerad – Houston Film Critics Society Award för bästa foto Nominerad – San Diego Film Critics Society Award för bästa foto Nominerad – St. Louis Gateway Film Critics Association Award för bästa foto Nominerad – Washington D.C. Area Film Critics Association Award för bästa foto |
| 2015 | Sicario                                        | Denis Villeneuve     | San Diego Film Critics Society Award för bästa foto Nominerad – Oscar för bästa foto Nominerad – ASC Award for Outstanding Achievement in Cinematography Nominerad – BAFTA Award för bästa foto Nominerad – Critics’ Choice Movie Award för bästa foto Nominerad – Chicago Film Critics Association Award för bästa foto Nominerad – Florida Film Critics Circle Award för bästa foto Nominerad – Houston Film Critics Society Award för bästa foto Nominerad – Online Film Critics Society Award för bästa foto Nominerad – Satellite Award för bästa foto Nominerad – Washington D.C. Area Film Critics Association Award för bästa foto |
| 2016 | Hail, Caesar!                                  | Joel och Ethan Coen  | Nominerad – St. Louis Gateway Film Critics Association Award för bästa foto |
| 2017 | Blade Runner 2049                              | Denis Villeneuve     | Oscar för bästa foto ASC Award for Outstanding Achievement in Cinematography BAFTA Award för bästa foto Critics’ Choice Movie Award för bästa foto Chicago Film Critics Association Award för bästa foto Florida Film Critics Circle Award för bästa foto Houston Film Critics Society Award för bästa foto National Society of Film Critics Award för bästa foto Online Film Critics Society Award för bästa foto Satellite Award för bästa foto St. Louis Gateway Film Critics Association Award för bästa foto Washington D.C. Area Film Critics Association Award för bästa foto Nominerad – Boston Society of Film Critics Award för bästa foto Nominerad – Los Angeles Film Critics Association Award för bästa foto Nominerad – San Diego Film Critics Society Award för bästa foto |
| 2019 | The Goldfinch                                  | John Crowley         | |
| 2019 | 1917                                           | Sam Mendes           | Oscar för bästa foto BAFTA Award för bästa foto Chicago Film Critics Association Award för bästa foto Critics’ Choice Movie Award för bästa foto Dallas–Fort Worth Film Critics Association Award för bästa foto Florida Film Critics Circle Award för bästa foto Houston Film Critics Society Award för bästa foto Online Film Critics Society Award för bästa foto Satellite Award för bästa foto St. Louis Gateway Film Critics Association Award för bästa foto Washington D.C. Area Film Critics Association Award för bästa foto Nominerad – Los Angeles Film Critics Association Award för bästa foto Nominerad – San Diego Film Critics Society Award för bästa foto Nominerad – ASC Award for Outstanding Achievement in Cinematography                                           |

## Priser och utmärkelser
- Bronsgrodan, för Nyckeln till frihet,  1995
- BAFTA Award för bästa foto, för The Man Who Wasn't There,  24 februari 2002[7]
- BAFTA Award för bästa foto, för No Country for Old Men,  10 februari 2008[7]
- BAFTA Award för bästa foto, för True Grit,  13 februari 2011[7]
- BAFTA Award för bästa foto, för Blade Runner 2049,  18 februari 2018[7]
- Oscar för bästa foto, för Blade Runner 2049,  4 mars 2018[8]
- BAFTA Award för bästa foto, för 1917,  2 februari 2020[7]
- Oscar för bästa foto, för 1917,  9 februari 2020[8]
- Kommendör av 2 klass av Brittiska imperieorden

[Redigera Wikidata]